# Narvaja (localidad)
Narvaja (oficialmente Narbaiza) es una localidad del concejo de Narvaja, que está situado en el municipio de San Millán, en la provincia de Álava, País Vasco (España).

## Despoblados
Forma parte del concejo los despoblados de:
- Sastegui.[1]
- Urola.[2]

## Demografía
| Gráfica de evolución demográfica de Narbaja entre 2000 y 2017 |
|                                                               |
| Población de derecho según los censos de población del INE.   |